# 馬繼增
馬繼曾（？—1916年2月），回族，甘肅河州（今臨夏市）人。清末民初軍事將領。

## 生平
清末，馬繼曾任北洋陸軍第六鎮第11協21標標統。1911年（宣統3年），他昇任第11協協統。他在辛亥革命爆發後曾參與先後兩次段祺瑞等要求共和電。
中華民國成立後，隨著陸軍改組，他成爲陸軍第六師第11旅旅長。1912年（民國元年）4月，他任河南省署理南陽鎮總兵。1913年9月，他昇任第六師師長。1914年（民國3年）6月，他兼任江西省贛北鎮守使。
護國戰争爆發後，馬継曾被袁世凱任命為第1路總司令，率軍赴湘西（湖南省西部）討伐護國軍。雖然馬繼曾擁大兵，但護國軍的抵抗很有力，馬氏苦戰而敗績。1916年（民國5年）2月，馬継曾在湖南省麻陽縣自殺身亡。

## 家人
弟：馬繼祿、馬繼璋